# Reumatoid artritisz
A reumatoid artritisz (RA) egy szisztémás autoimmun kórkép, amelyre elsősorban az ízületek gyulladásos elváltozásai jellemzőek, azonban más szerveket is érinthet. Kialakulásának oka nem teljesen ismert, a veleszületett genetikai hajlam mellett környezeti hatások (dohányzás, egyes vírusfertőzések) is szerepet játszhatnak a kialakulásában. Mindazonáltal a genetikai meghatározottság jelentős, a kockázat 50 százalékát a genetikai faktorok teszik ki.
A betegség során az érintett ízület tokjában gyulladásos reakció alakul ki, az ízületi üregben folyadék halmozódik fel, majd heges kötőszövet, ún. pannus tölti ki az ízületi üreget, ami az ízület mozgásának maradandó korlátozásával jár. A folyamattal egy időben az ízületet alkotó csontok és azok porcfelszínei is károsodnak. A betegség az ízületek mellett érintheti a tüdőt, a szívet borító savós hártyát, a mellhártyát, a szemet és a bőrt is, azok gyulladását okozva. A betegség diagnózisát a klinikai tünetek mellett a rá jellemző laboreltérések (pl. autoantitestek jelenléte a vérben) és az ízületekről készült képalkotó vizsgálatok (pl. röntgen) szolgáltatják.
Kezelésének célja a gyulladásos folyamatok megszüntetése, ezáltal a későbbi szövődmények és mozgáskorlátozottság megelőzése. A nem-gyógyszeres kezelés magába foglalja a fizikoterápiát, gyógyászati segédeszközök használatát, életmódbeli változtatásokat. Jótékony hatásuk mellett ezek nem akadályozzák meg a gyulladásos reakciókat és az ízületek károsodását, ennek megelőzésére gyógyszeres kezelésre van szükség. A reumatoid artritisz kezelésére sokféle gyógyszert alkalmaznak, így az akut tünetek enyhítésére fájdalomcsillapítókat, gyulladáscsökkentő gyógyszereket, köztük szteroidokat használnak. Hosszútávú kezelésként az ún. betegséglefolyást módosító reumaellenes szereket (angolul: disease-modifying antirheumatic drugs, DMARD) használnak, amelyek lassítják a betegség progresszióját. A betegség kezelésében célzott biológiai terápiát is alkalmaznak, mely elsősorban a gyulladásos folyamatokat mediáló citokin, a TNF-α ellen termeltetett monoklonális antitestek használatát jelenti, de más célmolekulákat blokkoló szerek is használatosak.

## Epidemiológia
A reumatoid artritisz az egyik leggyakoribb autoimmun betegség, mely világszerte a lakosság kb. 0,5-1 százalékát érinti. Elsősorban a fejlett nyugati világ betegsége, Észak-Amerikában és Európában a leggyakoribb. Európán belül északról délre haladva csökken a prevalenciája, míg Finnországban például a nőknek 1, a férfiaknak 0,6 százalékát érinti, Franciaországban ez 0,86 és 0,32, Olaszországban pedig már csak 0,51 és 0,13%. Ennek egyik lehetséges magyarázata, hogy a déli népcsoportokban kimutathatóan ritkább a betegség valószínűségét növelő HLA-DR4 gén előfordulása. Éves incidenciája a fejlett világban 5-50/100 000 fő között változik, az életkor előrehaladtával növekszik, átlagosan a 40-50. életév között jelentkezik. Nemek szerinti eloszlását tekintve a nőkben kb. háromszor gyakoribb.
A betegségben szenvedők várható élettartama az egészséges kontroll populációhoz viszonyítva kb. 3-10 évvel kisebb, vagyis nem pusztán az életminőséget rontó kórállapotról van szó.

## Tünetek
A betegség elsősorban az ízületeket érinti, de a betegek jelentős részében ízületen kívüli (extraarticuláris) érintettséggel is jár. Utóbbi előfordulási gyakorisága jelentős földrajzi eltéréseket mutat, egy 2003-as svéd tanulmányban a betegek 40,6 százalékában alakult ki valamilyen extraartikuláris manifesztáció. Nagy általánosságban a betegek kb. 30 százalékában jelentkezik ízületen kívüli érintettség.

### Ízületi érintettség

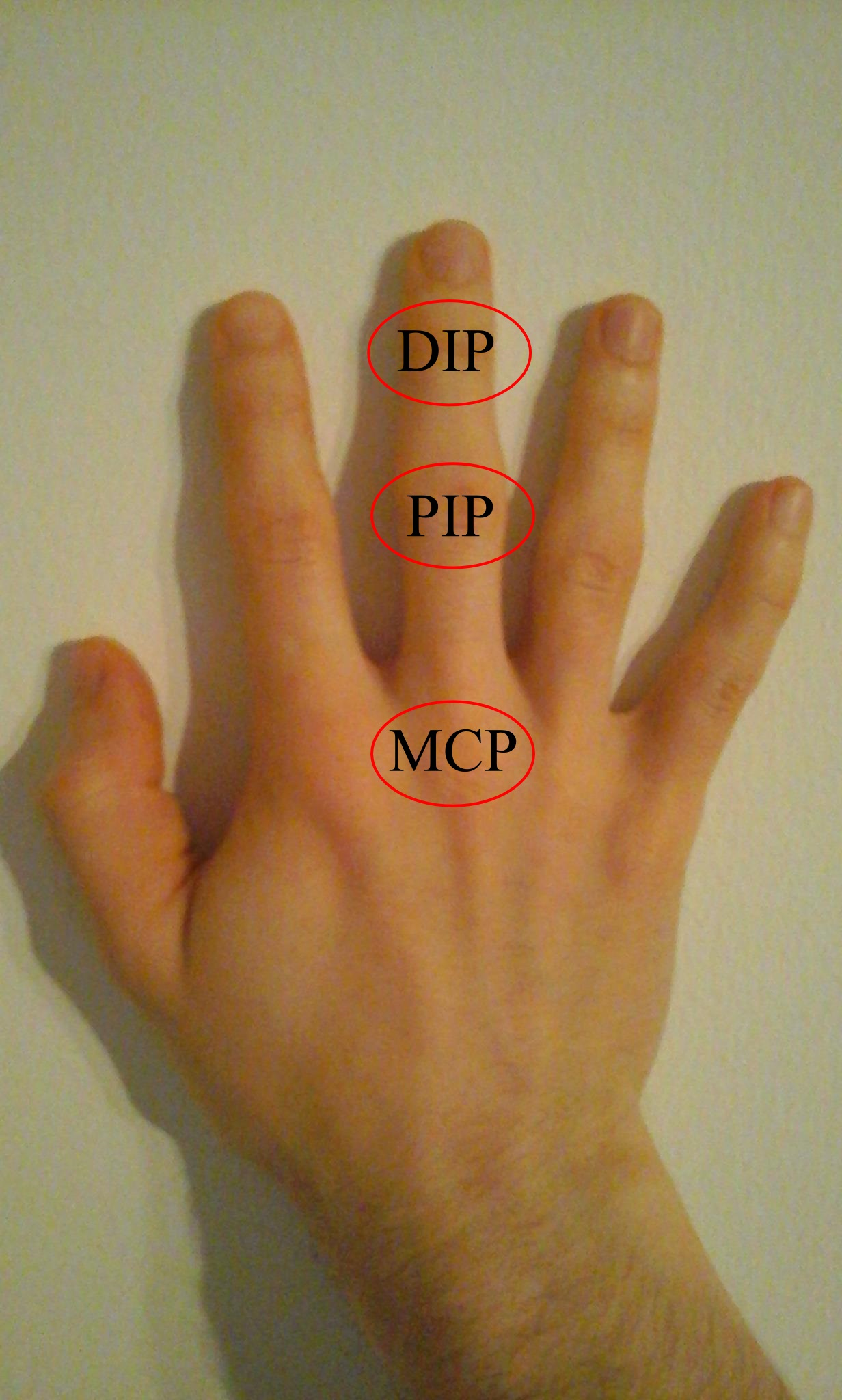
A DIP, PIP és MCP ízületek helyzete a jobb kéz középső ujján. RA-ban a DIP ízületi sor jellegzetesen megkímélt

A betegség legjellegzetesebb velejárója az ízületek gyulladása (arthritis), mely hosszútávon azok mozgásképességének elvesztéséhez és deformitásukhoz vezet. Leginkább a kis ízületek érintettek, elsősorban a kézen. Típusosan a proximális interfalangeális ízületek (PIP), a metakarpofalangeális (MCP), illetve a lábon a metatarzofalangeális ízületi sor (MTP) érintettek, a disztális interfalangeális ízületek (DIP) jellegzetesen megkíméltek. Ritkábban nagyobb ízületek (pl. váll, térd) is érintettek lehetnek. Klinikailag az ízületi gyulladás az érintett ízületek fájdalmas duzzanatával jár, a gyulladt ízületek meleg tapintatúak, tapintásra is érzékenyek. Később megfigyelhető az ízület körüli izmok sorvadása is. A betegség rendszerint kétoldalt szimmetrikusan, több ízület gyulladását okozza (polyarthritis), ritkábban néhány ízület aszimmetrikus gyulladásával jelentkezik (oligoarthritis). A tünetek lassan, hetek-hónapok alatt fejlődnek ki. A gyulladt ízület különösen reggelente, ébredés után, illetve huzamosabb inaktivitás, pihentetés utáni ismételt mozgatásra fájdalmas. Típusos a hosszan, kb. 30-60 percen át tartó reggeli ízületi merevség, az ízületet a betegnek fokozatosan „be kell járatnia”. Ez segíthet elkülöníteni a nem gyulladásos eredetű ízületi bántalmaktól (pl. osteoarthrosis, porckopás), ahol a reggeli merevség nem olyan meghatározó és a fájdalom az ízület további mozgatására csak fokozódik.

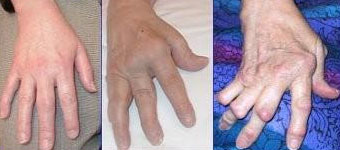
Reumatoid artritisz megjelenése a kézen. Jól látható az ujjak jellegzetes ulnáris deviációja előrehaladott betegségnél

A reumatoid artritisz az ízületi tokot belülről bélelő ún. szinoviális membrán gyulladásával jár. A szinóviumban található sejtek, a szinoviociták az elsődlegesen érintett sejtek, a porcsejtek mellett. A szinoviocitákat két alcsoportra osztják, makrofág-szerű szinoviocitákra (MLS) és fibroblaszt-szerű szinoviocitákra (FLS). A betegségben a makrofág-szerű szinoviociták fokozottan termelnek gyulladást serkentő citokineket. Emellett a fibroblaszt-szerű szinoviociták is abnormálisak, kísérletekben képesek például betörni a porcszövetbe, károsítva ezáltal az ízületi felszíneket. A gyulladásos területet aktivált T-limfociták is beszűrik. A szinóvium megvastagszik, benne számos elhalás (nekrózis) jön létre, emellett fokozott érújdonképződés figyelhető meg, a képződő kötőszövet (pannus) lassan kitölti az ízületi üreget és károsítja az ízületi porcot, illetve az alatta található csontot is. Mindez az ízület deformálódásához, mozgásképességének csökkenéséhez vezet. Késői stádiumban jellegzetesen torz kéztartás alakul ki, az ujjak rendszerint hiperextendáltak és a singcsont irányába deviálnak (ulnáris deviáció).

### Bőr

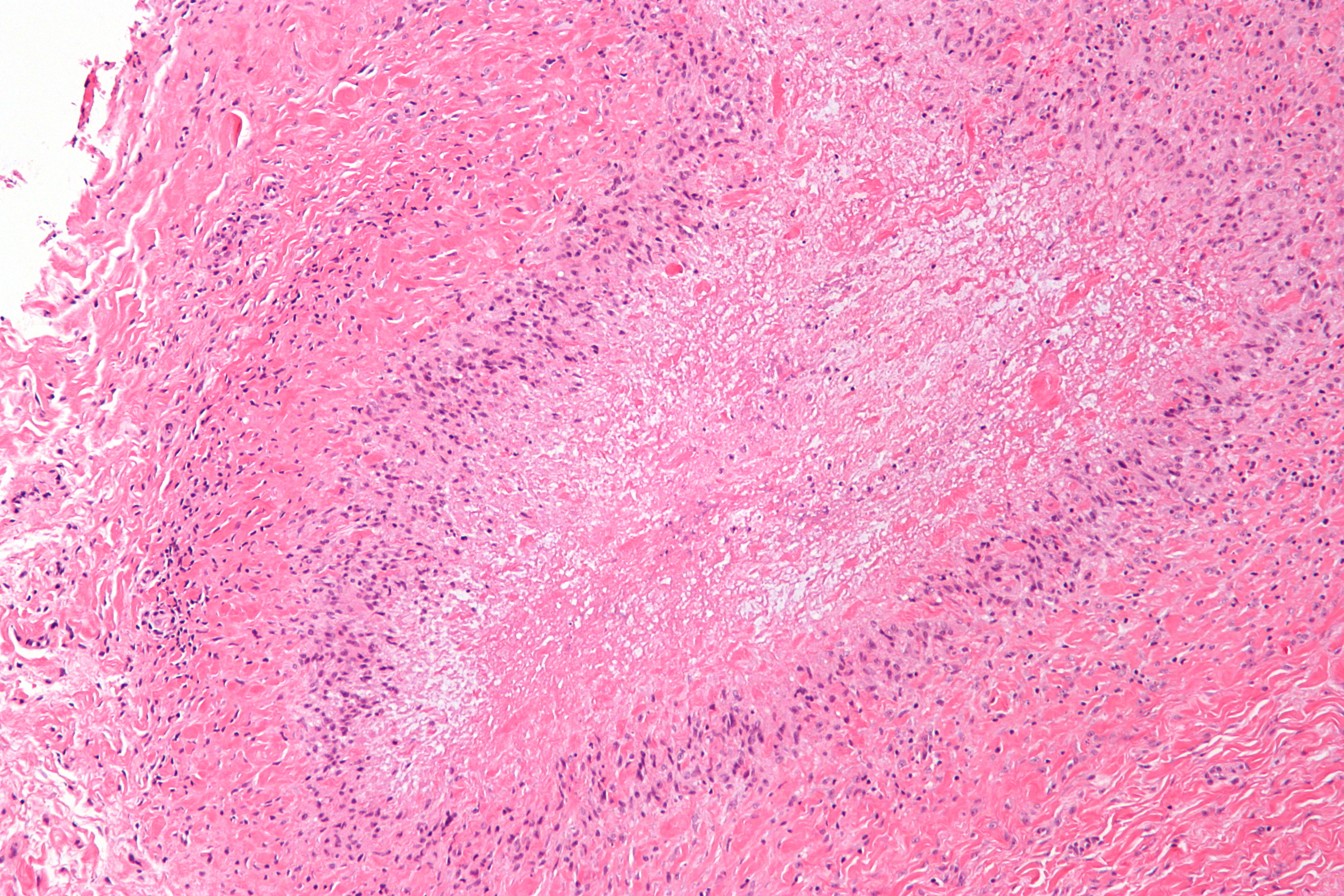
Reumás csomó szövettani metszeten, H&E festés

A reumatoid artritisz az ízületek mellett leggyakrabban a bőrt érinti, a betegek kb. 30 százalékában ún. reumás csomók alakulnak ki a bőrben, elsősorban a csontok kitüremkedései felett (pl. a singcsont könyöknyúlványa, a sarokcsontnál, vagy az MCP ízületek felett). Szövettanilag a csomók hasonlóak a szinóviumban található elváltozásokhoz, lényegében makrofágokból és fibroblasztokból álló granulómák, közepükön fibrines szövetelhalással, amely a kisereket érintő szisztémás érgyulladás (vasculitis) részjelensége. A granulómák széli részeit limfocitákkal infiltrált kötőszövet veszi körül. Mint az extraartikuláris érintettségek általában, a reumás csomók is gyakrabban jelentkeznek reumatoid faktor (RF) pozitív betegekben. A vaszkulitisz a bőrben egyéb módon is manifesztálódhat, megjelenhetnek kisebb bevérzések, fekélyek a lábon, vagy köröm körüli kisebb infarktusok. Ritkább bőrmanifesztációknak számít a súlyosabb vaszkulitisz okozta pyoderma gangrenosum vagy a Sweet-szindróma.

### Tüdő

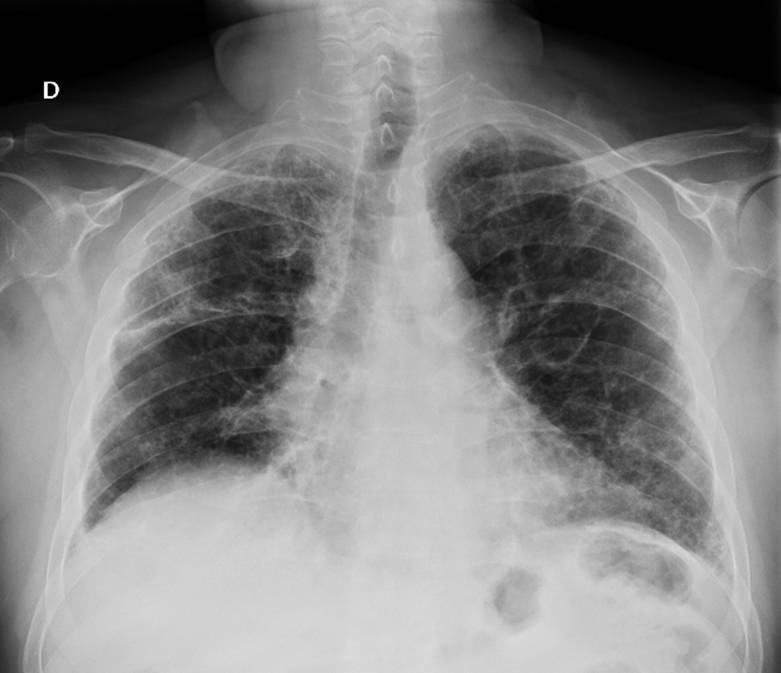
Tüdőfibrózis megjelenése mellkas röntgenfelvételen reumatoid artritiszes betegben

A betegség gyakran érinti a légzőrendszert, bár az érintettség sokszor tünetmentes, így klinikailag nem kerül felismerésre. A mellhártya érintettsége gyakori, boncolások alapján a betegek kb. 50 százalékában jelen van, azonban klinikailag csak az esetek mintegy 10 százalékában észlelik. A mellüregben képződő exudátum általában többféle sejtféleséget tartalmaz és magas a fehérjetartalma. Jellegzetesek benne a többmagvú óriássejtek, melyek azonban csak az exudátumok kevesebb mint felében vannak jelen. A mellhártya mellett gyakran a tüdő is érintett, melyben rendszerint instersticiális alveolitisz van jelen, mely képalkotókkal (pl. HRCT) az idiopátiás intersticiális pneumoniákkal (IIP) azonos megjelenést mutat. A tüdőben zajló intersticiális gyulladásra utalhat a köhögés, nehézlégzés, illetve a tüdők felett hallható kóros légzési zörejek, előrehaladottabb esetben fibrotikus pattogás, mely már a tüdőszövet heges átépülésére, tüdőfibrózisra utal. A tüdőfibrózis lehet részben az alapbetegség következménye, de a betegség kezelésében használt gyógyszerek (pl. metotrexát) mellékhatásaként is felléphet. Tüdőfibrózis gyakrabban alakul ki reuma faktor pozitív betegekben. Az említett intersticiális alveolitiszen kívül a bőrben található reumás csomókhoz hasonló csomók a tüdőkben is kialakulhatnak, melyek szövettanilag a bőrben található elváltozásokkal azonos granulómák és feltehetően szintén szisztémás vaszkulitisz áll a hátterükben. Eredetileg szénbányászokban megfigyelt légzőszervi manifesztáció az ún. Caplan-szindróma, melyben az előbb említett csomós elváltozásokat a tüdőben szén lerakódása (pneumoconiosis) kíséri. Caplan-szindrómában a mellkas röntgenvizsgálata során jól elhatárolt, kerek árnyékok láthatók, elsősorban a periférián, melyek gyakran el is meszesednek.

### Szív-érrendszer
A betegségben szenvedőkben nagyobb gyakorisággal alakulnak szív-érrendszeri problémák, gyakoribb például az érelmeszesedés (atherosclerosis), a szívinfarktus és az agyi érkatasztrófa is. Az RA-s nőbetegek kockázata szívinfaktusra például kb. kétszerese az egészséges nőkhöz képest, 10 éves betegségfennállást követően már a háromszorosa. A leggyakoribb szívérintettség a szívburok gyulladása (pericarditis), mely azonban az esetek zömében tünetmentes. A szívburok mellett a szívizom (myocarditis) vagy a szívbelhártya is begyulladhat (endocarditis), a szívizomban hegesedés alakulhat ki, mely ingerületvezetési zavarokhoz vezethet. Reumatoid csomók képződhetnek a szívbillentyűkön is, kiáramlási akadályt okozva. A szív-érrendszeri kockázatot növeli a beteg reumatoid faktor pozitivitása. Az érrendszer felgyorsult károsodása és az érelmeszesedés a szervezetben zajló tartós gyulladás következménye, a gyulladás megszüntetésével (pl. gyógyszeres kezelés) a folyamat lassul, a kardiovaszkuláris kockázat pedig csökken. Viszonylag ritka, de súlyos szövődménye a betegségnek a szisztémás reumás érgyulladás (angolul: systemic rheumatoid vasculitis, SRV), mely a kis és a nagyereket egyaránt érintő nekrotizáló vaszkulitisz, melyre a bőrön látható infarktusok, fekélyek hívhatják fel a figyelmet.

### Szem
A reumatoid artritisz többféleképpen is érintheti a szemet. A leggyakrabban, a betegek mintegy 10 százalékában szemszárazság és következményes szaru- és kötőhártya gyulladás alakul ki (keratoconjunctivitis sicca). Súlyosabb az ínhártya direkt gyulladása (episcleritis, scleritis), mely a szisztémás érgyulladás részjelensége. Ritka, a látást is veszélyeztető állapot a szaruhártya kifekélyesedéssel járó gyulladása (angolul: peripheral ulcerative keratitis, PUK), melynek leggyakoribb oka a reumatoid artritisz.

### Vese
A tartós gyulladás a szervezetben ritkán szisztémás AA amiloidózist okozhat, mivel a gyulladásos citokinek hatására fokozódik az akut fázis reakció során a májsejtekben keletkező szérum amiloid A protein (SAA) termelése, mely ezt követően különböző szervekben, többek között a vesékben is lerakódhat. A renális AA amiloidózis súlyos, de szerencsére ritka komplikáció. A betegség ritkán más módon is érintheti a veséket (pl. mesangialis glomerulonephritis, membranosus glomerulopathia), azonban az esetek többségében a vesekárosodást a betegség kezelésében használt gyógyszerek váltják ki (pl. NSAID-ok, ciklosporin, penicillamin, arany-sók).

### Hematológiai manifesztációk
A vérszegénység a leggyakoribb hematológiai manifesztációja a betegségnek, mely általános gyengeséget, fáradékonyságot és szapora szívverést okozhat. Vérszegénység többféleképpen is kialakulhat a betegben, leginkább a krónikus gyulladás miatti tartós vashiány következtében lép fel. A vasat elsősorban az aktivált makrofágok veszik fel. A csökkent fehérvérsejtszám (leukopenia), lépmegnagyobbodás (splenomegalia) és a reumatoid artritisz együttes előfordulása esetén a betegségre Felty-szindrómaként hivatkoznak, mely azonban ritka, a reumatoid artritiszes betegek kevesebb mint 1 százalékában lép fel.

### Idegrendszer
A reumatoid artritisz változó súlyosságú neurológiai érintettséggel járhat. A betegség egyaránt érintheti a környéki és a központi idegrendszert. Az idegrendszeri tünetek hátterében állhatnak az ízületi deformitások, a szisztémás gyulladásos reakció, vagy épp a betegség kezelésében használt gyógyszerek. A környéki idegrendszeri bántalmak egy részét a betegségre jellemző szisztémás érgyulladás okozza (pl. mononeuritis multiplex), más részük pedig az ízületeknél haladó idegek összenyomása következtében alakul ki az ízületi duzzanat vagy deformitás miatt (pl. kéztőalagút szindróma, angolul Carpal tunnel syndrome). A betegségben szenvedőknél a gerinc szalagjainak gyengesége miatt előfordulhat a nyaki csigolyák spontán elmozdulása (pl. atlantoaxialis subluxatio), mely lehet teljesen tünetmentes is, de a gerincvelő sérülésének lehetősége miatt komoly jelentőséggel bír, ugyanis súlyos esetben a beteg nyaktól lefelé megbénulhat (quadriplegia) vagy hirtelen meghalhat.

## Okai
A betegség pontos kiváltó oka jelenleg nem ismert. Feltételezések szerint különböző környezeti hatások válthatják ki a betegséget az arra genetikai hajlammal rendelkező egyénekben. A genetikai meghatározottság jelentős, a kockázat 50 százalékban genetikai, mely öröklődik. Egypetéjű ikrekben a reumatoid artritisz konkordanciája 15-30% közötti, és a betegségben szenvedők elsőfokú rokonaiban is gyakrabban jelennek meg autoimmun kórképek.

A betegség erősen köthető az immunrendszer antigén-felismerésében kulcsszerepet játszó MHC molekulákat (angolul: major histocompatibility complex) kódoló HLA génekhez (angolul: human leukocyte antigen). A betegség gyakrabban jelentkezik a HLA-DR1 (HLA-DRB1*01) és a HLA-DR4 (HLA-DRB1*04) allélekkel rendelkező egyénekben. A HLA-DR1 és HLA-DR4 gének előfordulási gyakorisága jelentős földrajzbeli különbségeket mutat, egy 2005-ös magyar tanulmányban az Északkelet-Magyarországon vizsgált RA-s betegek 31,3 százalékában volt jelen a HLA-DR4, míg az egészségesekben ez csak 10,9 százalékot tett ki. A HLA-DR1 vonatkozásában ugyanez 32,5, illetve 18,1 százalék volt. Az ismert HLA-DR1 és HLA-DR4 allélok mellett egyéb génekről is bizonyítást nyert, hogy fokozzák a betegség kialakulásának valószínűségét, ezek közül az egyik legtöbbet vizsgált a PTPN22 gén egyik variánsa.

A genetikai hajlam mellett a környezeti tényezők is fontosak, a legtöbb adat a dohányzással kapcsolatban áll rendelkezésre, melyről bizonyított, hogy növeli a betegség kialakulásának valószínűségét. A dohányzáson kívül különböző fertőzéseket is kapcsolatba hoztak a betegséggel, elsősorban vírusokat. A legtöbbet a herpeszvírusok közé tartozó Epstein–Barr-vírus (EBV) szerepét vizsgálták. Ismert, hogy az RA-s betegek magasabb anti-EBV ellenanyag szérumszintekkel rendelkeznek az egészséges népességhez képest és a virális DNS is nagyobb kópiaszámban mutatható ki bennük. Az ugyanakkor kérdéses, hogy ez oka, vagy inkább következménye a betegségnek, lehetséges ugyanis, hogy az RA-s betegekben az immunrendszer zavarai következtében könnyebben reaktiválódik a vírus, és ez okozza a fent említett eltéréseket.

Újabban sokat vizsgált terület az emberi baktériumflóra szerepe az immunrendszer működésében és az autoimmunitás kialakulásában. Reumatoid artritiszben elsősorban a bélrendszeri mikrobiom került a kutatások középpontjába, bár szerepének pontos tisztázása további vizsgálatokat igényel.

Ismert, hogy RA-s betegekben gyakoribb a D-vitamin hiány, azonban itt sem világos, hogy ez oka vagy pedig következménye a betegségnek. Mindazonáltal egyre több adat áll rendelkezésre a D-vitamin immunmoduláns szerepéről, és vizsgálják a D-vitamin pótlás terápiás hatásait is.

## Patogenezis
A reumatoid artritisz multifaktoriális betegség, feltételezhetően környezeti hatások váltják ki az az arra genetikai hajlammal született egyénekben. A kezdeti kiváltó ingert (ún. trigger hatás) követően kóros autoimmunitás alakul ki, mely az érintett szervek gyulladásához vezet. Ez a folyamat már önfenntartó, a kiváltó hatás megszűntével is megmarad és progrediál. A betegség során a különböző szervekben és szövetekben lezajló gyulladásos folyamatok viszonylag jól ismertek, azonban a kiváltó tényezőkről és arról, hogy azok miként váltják ki a kórképet, meglehetősen kevés ismeret áll rendelkezésre. Az bizonyított, hogy az RA-s betegekben már jóval (akár évekkel) a betegség megjelenése előtt kialakul az autoimmunitás és jelen vannak a kórképre jellemző autoantitestek a vérükben. Az is ismert, hogy az antitestek szintjeinek emelkedésével párhuzamosan csökken a betegség klinikai megjelenésig hátralévő idő. Az antitestekhez hasonlóan a gyulladásos citokinek, illetve a gyulladást jelző C-reaktív protein (CRP) szintje is emelkedett már a tünetek megjelenése előtt. A betegségre az SLE-vel ellentétben nem a keringő antitestek lerakódása jellemző. A betegség patogenezisében fontos szerepet játszhat az ízületben található fehérjék citrullinációja. Az érintett ízületekben a PAD enzim által több fehérje is citrullinálódik, például a vimentin, a II-es típusú kollagén, a fibrin és a fibrinogén, ezek ellen az ízületben helyileg is termelődnek ellenanyagok (ACPA, anti-citrullinált protein antitest) az odavándorló plazmasejtek által. A citrullináció normálisan is előfordul különböző szövetekben, azonban RA-ban feltehetően megszűnik a citrullinált ízületi fehérjékkel szembeni immuntolerancia. Az antitestek pontos szerepe nem ismert, immunkomplexek képzését követően egy részüket a makrofágok felszínén található Fc receptorok, másik részüket a komplementen keresztül az ugyancsak a makrofágokon megtalálható komplement receptorok kötik meg. Mindez a makrofágok aktivációját idézi elő. Ezek amellett, hogy gyulladáskeltő citokineket (pl. TNF-α, IL-1, IL-6) termelnek, az MHC II molekulákon keresztül helyileg antigén bemutatást végeznek, az érintett területen helyi immunreakció alakul ki, és aktivált T-sejtek is infiltrálják a szövetet. A helyi immunreakció és gyulladás következménye az ízületi folyadék fokozott termelése, az ízületi tok megvastagodása, a fokozott érújdonképződés, és hosszú távon az ízület maradandó károsodása. Gyógyszeresen a betegség gyulladásos fázisába lehet beavatkozni, az autoimmunitást megszüntető szerek jelenleg nincsenek.

Több adat is van arra vonatkozóan, hogy az autoimmunitás nem primeren az ízületben kezdődik, hanem a nyálkahártyákon. Érdekes megfigyelés, hogy RA-ban gyakoribb a fogágy-gyulladás (periodontitis) és a kettő súlyossága is összefügg, a súlyos periodontitis esetében magasabb ellenanyagszintek mérhetőek. Kimutatták, hogy a periodontitisben gyakran jelen lévő Porphyromonas gingivalis baktérium olyan PAD enzimet termel, ami képes a humán fehérjéket is citrullinálni. Mindez felveti a baktérium szerepét az autoimmunitás kialakulásában.

## Diagnosztika
A betegség diagnózisa alapvetően klinikai, a beteg panaszain és a fizikális vizsgálat során talált eltéréseken alapul. Az ízületek gyulladása mellett a betegnek lehetnek általános panaszai is, pl. fáradékonyság vagy étvágytalanság, illetve a betegség elsőként valamilyen extraartikulátis érintettséggel is jelentkezhet. Ezeket egészítik ki a képalkotó és a laborvizsgálatok, mely utóbbiak egyúttal a betegség várható agresszivitásáról is hordoznak információt. A betegség amerikai diagnosztikus kritériumait 1987-ben dolgozták ki, mely azonban alkalmatlan volt a betegség korai stádiumban történő diagnosztizálására és inkább csak előrehaladott betegség esetén volt használható, ezért 2010-ben átdolgozták és megszületett a 2010-es amerikai-európai közös kritériumrendszer, mely egyúttal a betegek különböző alcsoportokba való besorolását is lehetővé teszi. A korai diagnózis rendkívül fontos, hiszen az előrehaladott betegségben tapasztalt károsodások visszafordíthatatlanok, illetve a kezeletlen betegség számos olyan szövődménnyel rendelkezik, mely statisztikailag megrövidíti a benne szenvedők élettartamát.
| A reumatoid artritisz 2010-es ACR-EULAR klasszifikációja: | A reumatoid artritisz 2010-es ACR-EULAR klasszifikációja:                                                            | A reumatoid artritisz 2010-es ACR-EULAR klasszifikációja: |
| Kritérium | Jellemzők | Pontok                                                    |
| --- | --- | --------------------------------------------------------- |
| A, Az érintett ízületek száma: | 1 nagy ízület 2 -10 nagy ízület 1-3 kis ízület 4-10 kis ízület > 10 ízület (legalább 1 kis ízület)                   | 0 1 2 3 5                                                 |
| B, Szerológia: | Reumatoid faktor (RF) és ACPA negatív Alacsony titerű RF vagy ACPA pozitivitás Magas titerű RF vagy ACPA pozitivitás | 0 2 3                                                     |
| C, Akut fázis reakció: | Normális C-reaktív protein (CRP) és vörösvérsejt süllyedés (We) Abnormális CRP vagy We                               | 0 1                                                       |
| D, A tünetek időtartama: | < 6 hét ≥ 6 hét | 0 1                                                       |
| A beosztás azon betegekre alkalmazható, akikben legalább egy ízület definitív szinovitisze áll fenn és a szinovitisz nem magyarázható más betegséggel. 6 vagy afeletti pontszám esetén RA diagnosztizálható. | |                                                           |

### Laborvizsgálatok

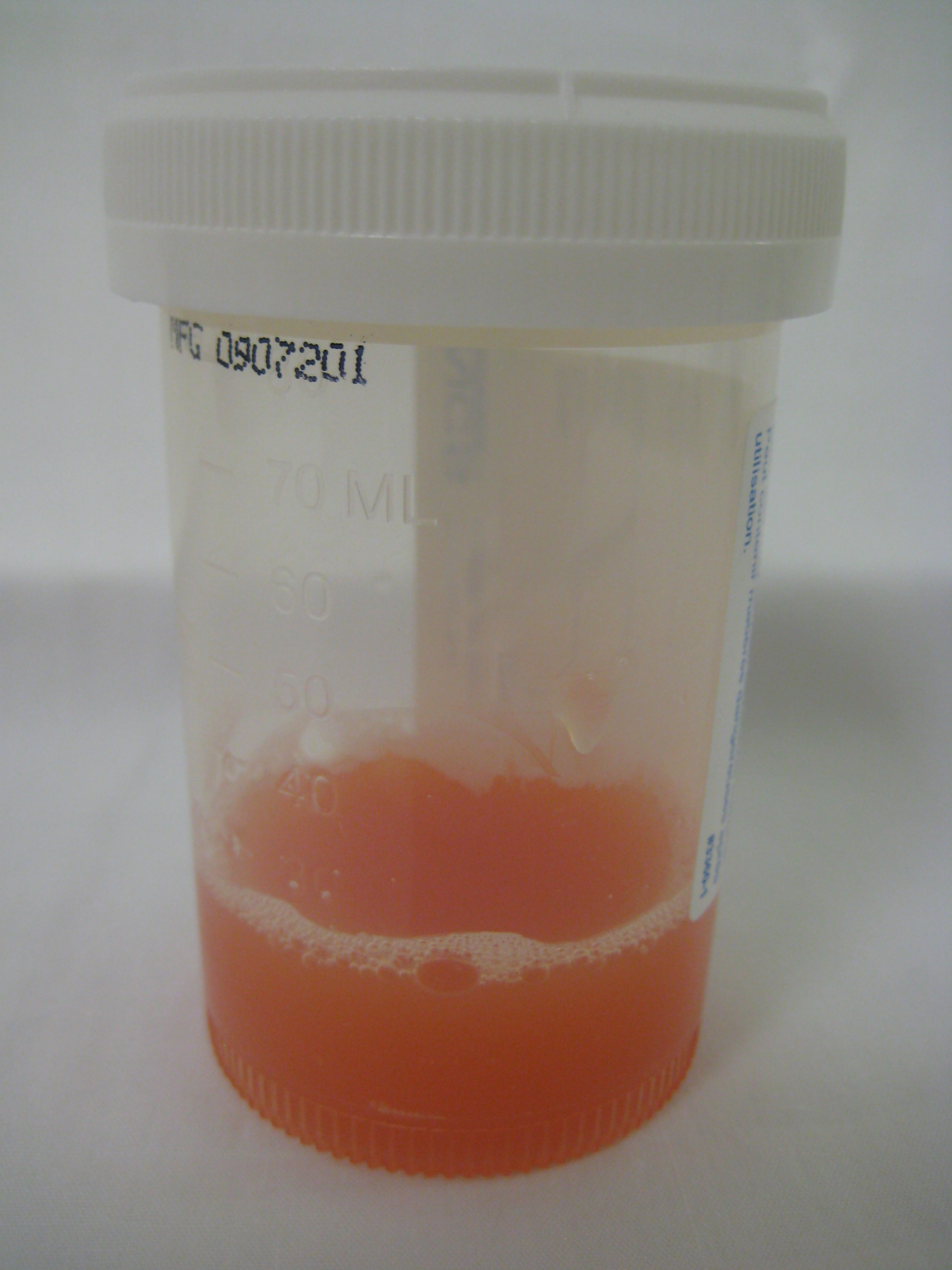
Gyulladt ízületből származó ízületi folyadék

Az egyszerű laborvizsgálatok közül kiemelendő az emelkedett C-reaktív protein (CRP) és a gyorsult vörösvérsejt süllyedés (We, Westergren, angolszász területeken ESR, erythrocyte sedimentation rate), melyek nem-specifikus jelei a szervezetben zajló krónikus gyulladásnak. Ugyancsak fontos a teljes vérkép, illetve a máj- és vesefunkciók vizsgálata, ezen szervek esetleges érintettsége miatt. Ezeket a különböző autoantitestek kimutatása követi, melyek közül az egyik legrégebb óta ismert a reumatoid faktor (RF, angolul: rheumatoid factor), mely tulajdonképpen az IgG típusú immunglobulin Fc részét megkötő ellenanyag, mely jellemzően immunkomplexet képez. Maga az RF leggyakrabban IgM, IgG vagy IgA alosztályú, ritkábban IgE, kimutatása pedig ELISA-val történik. A reumatoid faktor hiánya nem zárja ki a betegséget, az RA-s betegek kb. 70 százalékában mutatható ki az RF, hiányában a betegségre rendszerint szeronegatív RA-ként szoktak hivatkozni. Az RF pozitivitás prognosztikai információt is hordoz, továbbá a szintjének monitorozása alkalmas a beteg követésére, és segíthet a terápia hatékonyságának megítélésében is. Ismert, hogy a magas RF titer növeli az extraartikuláris szövődmények esélyét, és ezekben a betegekben magasabb a mortalitás is, elsősorban a szív-érrendszeri és a légzőszervi komplikációk miatt. Az RF azonban nem-specifikus a reumatoid artritiszre, más kórállapotokban is jelen lehet, illetve az egészséges populáció kis százalékában is előfordul.

A betegség diagnosztikájában szintén fontos szerep jut az ACPA (anti-citrullinált protein antitest) kimutatásának. Az ACPA meghatározása is ELISA módszerrel történik, és bár a reuma faktorhoz hasonlóan ez sem minden betegben pozitív, specificitása azonban sokkal magasabb, más betegségekben nem jellemző az előfordulása. A citrullináció egy poszt-transzlációs fehérjemódosítás, melyet a PAD enzim (peptidil-arginin-deimináz) végez el különböző fehérjéken, melyek ellen aztán a betegségben kimutatható autoantitestek termelődnek. A diagnosztikában elterjedten használják az ún. ciklikus citrullinált peptid (CCP) alapú ELISA-kat. A CCP egy mesterségesen létrehozott peptidszakasz, a vele reagáló antitestek (anti-CCP) kimutatása RA specifikus. Az anti-CCP mellett szintén az ACPA-k közé sorolható a mutált és citrullinált vimentin (MCV) ellenes antitest (anti-MCV), melynek érzékenysége kissé magasabb, specificitása pedig nagyjából azonos a CCP alapú vizsgálattal (utóbbi kb. 95 százalék mindkettő esetében).

Néha, különösen ha a betegség csak egy ízületet érint, szükséges lehet az ízület punkciója és az ízületi folyadék vizsgálata is. Emellett a kiegészítő laborvizsgálatok azt a célt is szolgálják, hogy az egyéb felmerülő betegségeket (pl. SLE) kizárják.

### Képalkotók

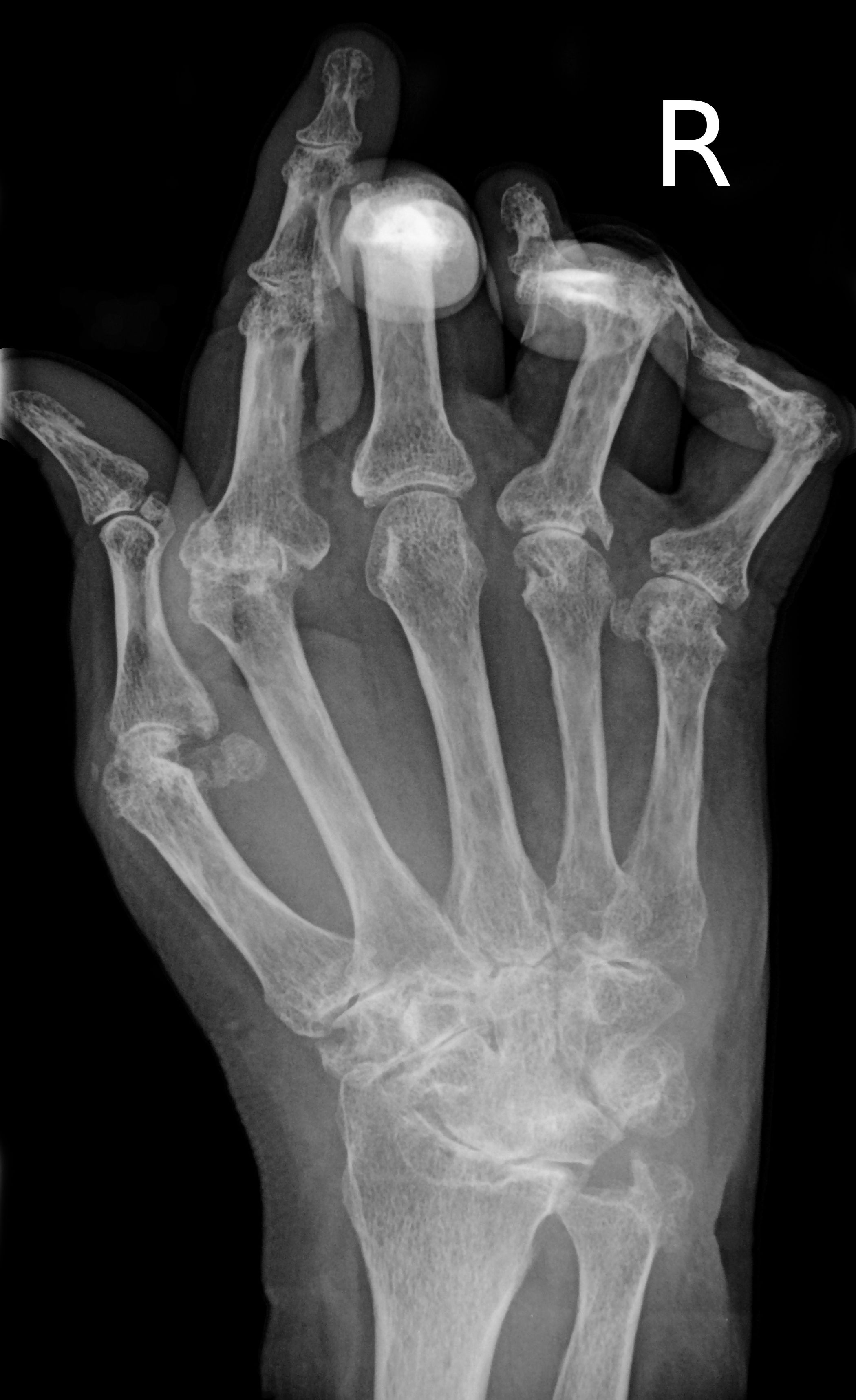
Előrehaladott betegség a kézről készült röntgenfelvételen

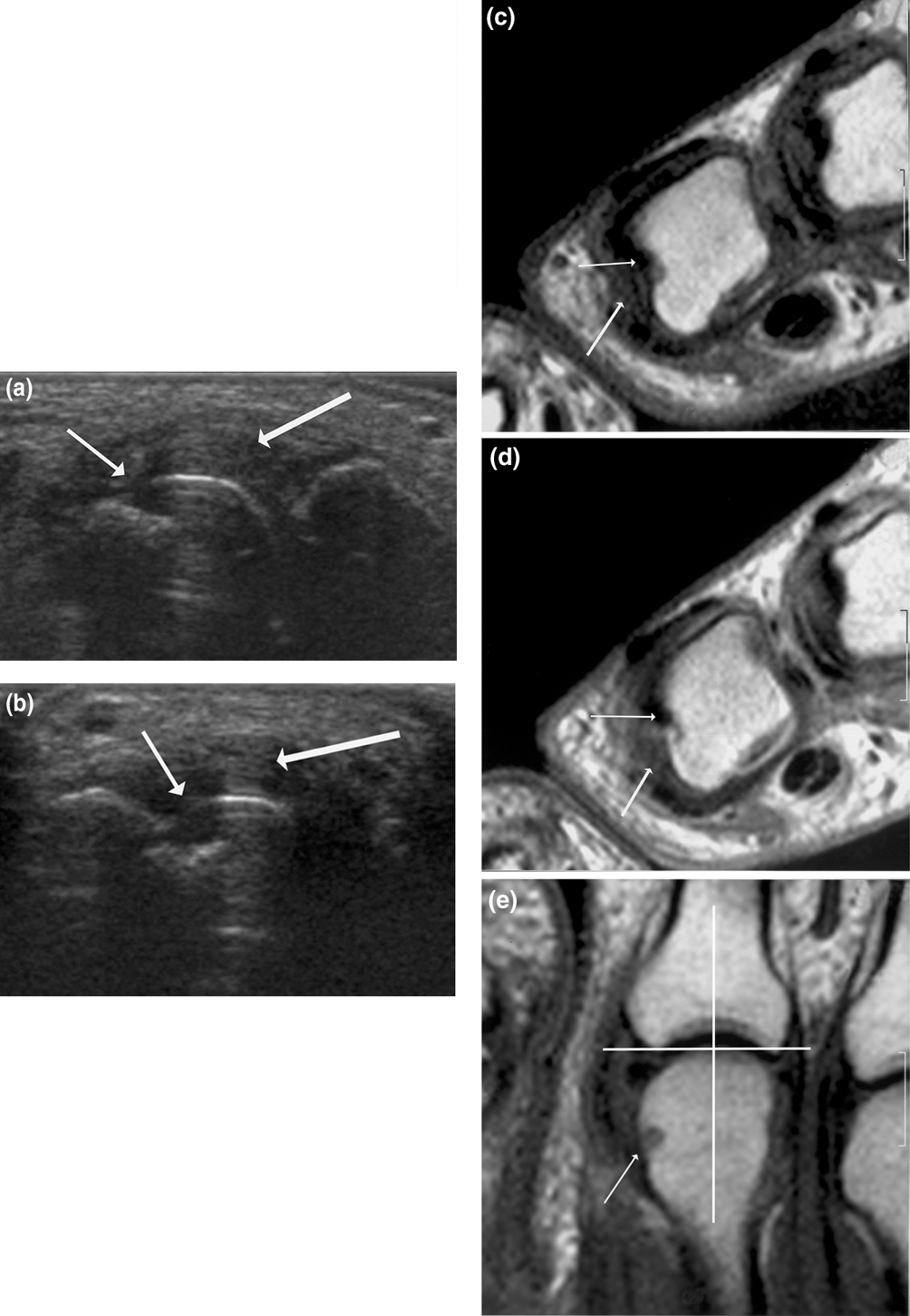
Az MCP ízületekről készült ultrahang (bal) és MRI (jobb) felvételek RA-s betegben. A vékony nyilak eróziót, a vastagok szinovitiszt jelölnek

Az érintett ízületekről, így leggyakrabban a kézről és a lábról készült képalkotó vizsgálatok kétes esetekben hozzásegíthetnek a diagnózishoz, illetve alkalmasak a betegség progressziójának követésére is. A betegség korai stádiumban rendszerint kevés radiológiai eltéréssel jár, azok inkább az előrehaladottabb betegségre jellemzőek. A leggyakrabban közönséges röntgenvizsgálatot végeznek. Jellemző eltérések az ízületi üreg beszűkülése, az ízületek körüli csontok ritkulása (juxtaarticularis osteopenia), a csontfelszínen megjelenő csontpusztulás (marginalis erosio). A reumatoid artritisznek számos radiológiai beosztása ismert.
A röntgen mellett végezhetnek ultrahang vagy MRI vizsgálatot is az ízületekről. A nagy-frekvenciás transzducerek megjelenésével (10-18 MHz) az ultrahangkészülékek képesek kisebb, finomabb struktúrákat is megjeleníteni, így alkalmasak a kis ízületi gyulladások vizsgálatára. Az ultrahang alkalmazható a korai betegség diagnosztikájában, mivel kimutathatja az ízületi tok megvastagodását, fokozott erezettségét, az ízületi üregben felhalmozódó folyadékot, vagy a porc károsodását, ugyanakkor az általa jellemezhető eltérések nem specifikusak RA-ra, más betegségekben is előfordulhatnak. Összességében az ultrahang tovább növeli a diagnózis pontosságát és alkalmas lehet a beteg követésére is.

### Progresszió és aktivitás mérése
A betegség aktivitását és progresszióját többféleképpen is vizsgálhatják. Az egyik leggyakrabban alkalmazott pontrendszer az ún. DAS28 (angolul: disease activity score 28). E során klinikailag összesen 28 ízületet vizsgálnak és pontoznak, szimmetrikusan, mindkét végtagon vizsgálják a PIP (10 db) és az MCP (10 db) ízületeket, a csuklót (2 db), a könyököt (2 db), a vállakat (2 db) és a térdeket (2 db). Minden említett ízület esetén külön pontozzák az ízületi érzékenységet (TEN28) és duzzanatot (SW28). Emellett az értékeléshez szükséges még a vörösvérsejt süllyedés (We) meghatározása is, illetve a betegnek egy 100-as skálán (SA) értékelnie kell az elmúlt 7 napot, ahol a 0 "az egyáltalán nem aktív" betegséget, a 100 pedig a "maximálisan aktív" betegséget jelenti. Ezek segítségével az alábbi képlet alapján számítható ki a DAS28 pontszám:
{\displaystyle DAS28=0.56\times {\sqrt {TEN28}}+0.28\times {\sqrt {SW28}}+0.70\times \ln(We)+0.014\times SA}
A fenti képlet alapján kapott szám utal a betegség aktivitására, ezért alkalmas a terápia hatékonyságának követésére is. A hatékony kezelésekkel a pontszám csökken.
| Jelenlegi DAS28 | Jelenlegi DAS28 | Csökkenés a kiindulási értékhez képest | Csökkenés a kiindulási értékhez képest | Csökkenés a kiindulási értékhez képest |
| --------------- | --------------- | -------------------------------------- | -------------------------------------- | -------------------------------------- |
| Jelenlegi DAS28 | Jelenlegi DAS28 | > 1,2                                  | > 0,6 de ≤ 1,2                         | ≤ 0,6                                  |
| ≤ 3,2           | Inaktív         | Jelentős javulás                       | Közepes javulás                        | Nincs javulás                          |
| > 3,2 de ≤ 5,1  | Közepesen aktív | Közepes javulás                        | Közepes javulás                        | Nincs javulás                          |
| > 5,1           | Nagyon aktív    | Közepes javulás                        | Nincs javulás                          | Nincs javulás                          |

A kezelés hatékonyságának, az elért remisszió mértékének a megítélésére egyéb pontrendszerek is használatosak (pl. SDAI, CDAI).

## Kezelés
A reumatoid artritisz, mint az autoimmun betegségek általában, gyógyíthatatlan, azonban a kezelésekkel a betegség tünetei enyhíthetők vagy akár megszüntethetők, melyhez azonban a kezelést a betegség jelentkezését követően minél előbb meg kell kezdeni, mert a később kialakuló elváltozások, deformitások már nem visszafordíthatók.

### Életmód
A rendszeres, az ízületeket nem túl megerőltető testmozgás jótékonyan hat a betegségre, valamint csökkenti az azzal járó fáradékonyságot is.

A betegségben szenvedők munkateljesítménye jelentősen csökkenhet, sokan idővel kénytelenek feladni állásukat, ami jelentősen megnehezítheti a szociális helyzetüket. Mindezek miatt fontos a foglalkozás-terápia, mivel a beteg aktivitásának és munkaképességének megőrzése egyértelműen előnyös mind a beteg, mind a társadalom számára. Ennek lényege, hogy személyre szabottan, ismerve a beteg állapotát és a vele szemben elvárt követelményeket, igyekszik csökkenteni a betegség jelentette nehézségeket és növelni a beteg önellátó képességét betegoktatással, illetve életvezetési és munkaszervezési tanácsokkal. A foglalkozás-terápia hasznosságát több tanulmány is megerősítette.

### DMARD
A betegség hosszútávú gyógyszeres kezelésében a legalapvetőbbek az ún. betegséglefolyást módosító reumaellenes szerek (angolul: disease-modifying antirheumatic drugs, DMARD). Ezek kémiailag és hatástanilag is meglehetősen különböző vegyületek, közös csoporttá a felhasználásuk teszi őket. A diagnózist követő mielőbbi alkalmazásuk indokolt, a korai használatukkal a betegek kb. felében remissziót lehet elérni. Megkülönböztetnek hagyományos DMARD szereket (pl. metotrexát, azatioprin, szulfaszalazin, leflunomid, hidroxiklorokin stb.) és biológiai DMARD szereket (pl. infliximab, etanercept, abatacept, rituximab, tocilizumab stb.), utóbbiakra összefoglalóan egyszerűen csak biológiai terápiaként szoktak hivatkozni.

#### Konvencionális DMARD
A konvencionális szerek közül első helyen a metotrexát említhető, mint az egyik legtöbbet alkalmazott bázisterápiás szer. Az EULAR (angolul: European League against Rheumatism) 2013-as terápiás ajánlása szerint a metotrexát az első választandó szer aktív (DAS28 >3,2) betegség esetén, akár önmagában, akár kombinált kezelésként. Az önmagában alkalmazott metotrexát terápiával a betegek kb. 25-50 százalékában érhető el jelentős javulás 6-12 hónapon belül, ezzel az egyik leghatékonyabb konvencionális szer. A metotrexát átlagosan 4-6 hónap alatt fejt ki terápiás hatást, rendszerint tablettaként alkalmazzák. Az EULAR által javasolt heti céldózisa 25–30 mg folsavpótlással, enyhe mellékhatások esetén ennél kevesebb. A kezelést rendszerint kisebb dózisokkal kezdik és fokozatosan emelik. A mellékhatások csökkentése érdekében fontos a megfelelő folsavpótlás. Bár a metotrexát kezelést a betegek többsége jól tolerálja, a szer sok potenciális mellékhatással rendelkezik. Ezek közé tartozik a szer májkárosító hatása, mely enyhébb esetben csak emelkedett májenzim értékeket (kb. a betegek 10-15 százaléka), súlyosabb esetben májfibrózis kialakulását jelenti. A metotrexát ezenkívül a veséket vagy a tüdőt is károsíthatja, hosszútávú alkalmazása ritkán tüdőfibrózist okozhat.

Azon betegekben, akikben a metotrexát ellenjavallt, vagy akik nem tolerálják, egyéb konvencionális szer alkalmazása javasolt. A szulfaszalazin és a leflunomid egyaránt hatékony alternatívák lehetnek. Az antimaláriás klorokin és hidroxiklorokin ugyancsak alkalmazható, bár önmagukban, monoterápiaként inkább csak az enyhe betegségek kezelésére alkalmasak.

#### Biológiai DMARD
A biológiai terápia a konvencionális szerek kiegészítője, többnyire akkor kerül alkalmazásra, ha azokkal nem nem sikerül kellő javulást elérni. A biológiai gyógyszerek hozzáadásával tovább fokozható a kezelés hatékonysága, több betegben érhető el javulás. A biológiai terápiás szerek is cserélhetők, amennyiben egyikkel nem sikerül elérni a terápiás célt, válthatnak egy másikra. Elsőként a TNF-α gátlószereit fejlesztették ki, ezek közé tartozik az infliximab, az etanercept és az adalimumab. A TNFα egy gyulladást serkentő citokin, mely központi szerepet játszik a gyulladásos folyamatok szabályozásában, gyógyszeres blokkolása így képes csökkenteni a betegséggel járó krónikus gyulladásos folyamatokat. A TNFα gátlókat önmagukban alkalmazva a metotrexáthoz hasonló arányban érhető el javulás, azzal kombinálva őket azonban ez a szám jóval magasabb. A TNFα gátlók is rendelkeznek mellékhatásokkal, használatuk növeli az oppurtunista fertőzések esélyét (pl. tuberkulózis vagy Varicella-Zoster vírus reaktiváció), súlyosbíthatják az előrehaladott szívelégtelenségben szenvedő betegek állapotát, ezért nekik nem adhatók. Ezenkívül felmerült, hogy a TNFα gátlók alkalmazása növelheti egyes daganatos megbetegedések (pl. limfómák) előfordulási gyakoriságát, ezzel kapcsolatban azonban ellentmondásos az irodalom, a vizsgálatok többségében nem találtak nagyobb kockázatot az átlagnépességhez képest. Néha termelődhetnek a szervezetben a gyógyszer ellenes antitestek, melyek szintén okozhatnak mellékhatásokat, vagy csökkenthetik a terápia hatékonyságát. Ez a jelenség leginkább a fajidegen fehérjerészletet tartalmazó kiméra antitestekre (pl. infliximab) jellemző. Ugyancsak problémát jelent a biológiai terápiák magas költsége.

A TNFα semlegesítésén kívül alkalmazzák még a szintén gyulladásos citokineknek számító IL-1 és IL-6 gátlószereit is, illetve a T-sejt aktivációt blokkoló abataceptet, valamint a B-sejteket elpusztító rituximabot is, bár utóbbit nem első vonalbeli kezelésként.
| A reumatoid artritisz kezelésében használt biológiai terápiák: | A reumatoid artritisz kezelésében használt biológiai terápiák: | A reumatoid artritisz kezelésében használt biológiai terápiák:                                           | A reumatoid artritisz kezelésében használt biológiai terápiák: |
| Hatóanyag                                                      | Célmolekula/sejt                                               | Típusa                                                                                                   | Alkalmazás módja                                               |
| -------------------------------------------------------------- | -------------------------------------------------------------- | --- | -------------------------------------------------------------- |
| infliximab                                                     | TNF-α                                                          | IgG1 alosztályú egér-humán kiméra antitest                                                               | intravénás                                                     |
| etanercept                                                     | TNF-α                                                          | rekombináns fúziós fehérje: a TNFα receptor II extracelluláris doménje és az IgG1 Fc része van kapcsolva | szubkután                                                      |
| adalimumab                                                     | TNF-α                                                          | IgG1 alosztályú humanizált antitest                                                                      | szubkután                                                      |
| golimumab                                                      | TNF-α                                                          | IgG1 alosztályú humanizált antitest                                                                      | intravénás/szubkután                                           |
| certolizumab-pegol                                             | TNF-α                                                          | pegilált humanizált anti-TNFα Fab fragmentum                                                             | szubkután                                                      |
| anakinra                                                       | IL-1 receptor                                                  | rekombináns IL-1 receptor antagonista (IL-1RA) fehérje                                                   | szubkután                                                      |
| tocilizumab                                                    | IL-6 receptor                                                  | IgG1 alosztályú humanizált antitest                                                                      | intravénás                                                     |
| abatacept                                                      | T-limfociták                                                   | rekombináns fúziós fehérje: a CTLA-4 extracelluláris doménje és az IgG1 Fc része van kapcsolva           | intravénás                                                     |
| rituximab                                                      | B-limfociták                                                   | IgG1 alosztályú egér-humán kiméra antitest                                                               | intravénás                                                     |

### Gyulladáscsökkentő gyógyszerek

A glükokortikoid hatású szteroidok közé tartozó metilprednizolon szerkezeti képlete

A klasszikus gyulladáscsökkentő gyógyszerek (pl. NSAID-ok, szteroidok) elsősorban a betegség akut szakaszában használatosak, mivel hatékonyan csökkentik a fájdalmat addig, amíg a bázisterápiás szerek hatása ki nem alakul. Az NSAID-ok tüneti kezelésre használhatók, a betegség hosszú távú progressziójára nincsenek érdemi hatással. Az NSAID-ok a gyulladáscsökkentő hatást a ciklooxigenáz-2 (COX-2) enzim blokkolásával érik el. A COX-2 szelektív gyógyszerek ugyanolyan hatékonyak, mint a nem szelektív szerek, azonban szelektivitásuknak köszönhetően esetükben kisebb az emésztőrendszeri mellékhatások valószínűsége, ugyanakkor használatuk fokozhatja a kardiovaszkuláris kockázatot. A nem szelektív NSAID-ok mellé gyomorvédő gyógyszert (pl. protonpumpagátló, PPI) rendelve a COX-2 szelektív gyógyszerekével azonos a gyomor-bélrendszeri mellékhatások előfordulási gyakorisága.
A szteroid glükokortikoidokat régóta használják különféle autoimmun betegségekben, így RA-ban is, mivel hatékony gyulladáscsökkentő hatással rendelkeznek. Az EULAR 2013-as terápiás javaslatában a DMARD szerek mellé kezdetben glükokortikoid adását ajánlják, hangsúlyozva, hogy amennyiben lehetséges, a lehető legrövidebb időn belül el kell hagyni ezeket a szereket, elkerülendő a szteroidok hosszútávú mellékhatásait, például a csontritkulást. Később is inkább csak a betegség fellángolása esetén javasolják az átmeneti használatukat. Ugyanakkor a bázisterápiás szerek mellé adott tartós, kis dózisú szteroid is egy lehetséges kezelési mód, mivel tovább fokozza a terápia hatékonyságát.

### Alternatív medicina
Noha a betegség kezelése az utóbbi évtizedben rengeteget fejlődött, és több betegben érhető el remisszió, mint korábban, az RA-s betegek közül sokakban maradnak krónikus panaszok, ízületi fájdalmak. Felmérések szerint az alternatív gyógyászatot igénybe vevők jelentős hányada valamilyen mozgásszervi betegségtől szenved és többnyire azért próbálja ki, mert természetesnek és biztonságosnak tartja. Egy 2012-es összefoglaló tanulmányban a reumatoid artritisz kezelésére alkalmazott akupunktúra, autogén tréning, meditáció, Tai Chi és mágnesterápia hatékonyságáról szóló nemzetközi irodalmat tanulmányozták, és arra a következtetésre jutottak, hogy egyikkel kapcsolatban sem áll rendelkezésre kellő bizonyíték. Egy másik, 2011-es cikk az RA gyógynövényekkel való kezelését vizsgálta, és a többségüket szintén nem találta eléggé megalapozottnak. A legtöbb bizonyíték a cikk szerint a gamma-linolénsav (GLA) tartalmú növényi olajokkal kapcsolatban volt. A Tripterygium wilfordii gyógynövény a cikk szerzői szerint csökkentheti a beteg panaszait, azonban készítményei számos mellékhatással rendelkezhetnek.

A homeopátia hatékonyságát is többen vizsgálták reumatoid artritiszben. Egy 2001-es közleményben a hagyományos kezelés mellé pluszban adott homeopátiás szerek nem javították a betegek állapotát. Egy másik, 2011-es összefoglaló tanulmány leírja, hogy bár a homeopátiában részesülő RA-s betegek körében csökkentek a panaszok, azonban a vizsgálat szerzői azt találták, hogy ezért a hatásért nem maguk a homeopátiás szerek voltak felelősek, hanem szerintük pusztán a homeopátiás rendelés felkeresése, valószínűsíthetően az ott tapasztalt, többnyire empatikus, személyre szabott és betegcentrikus hozzáállás hathatott jótékonyan a betegek állapotára.

## Terhességben
A terhesség során a betegek jelentős részében (kb. 75 százalékában) csökkennek a panaszok, ugyanakkor többségükben (kb. 90 százalék) visszatér a betegség a szülést követő 3 hónapon belül. A várandósság átmeneti jótékony hatásának mechanizmusa nem teljesen ismert. A terhesség számos változással jár az immunrendszer működését tekintve, ezek előnyösek lehetnek a betegség szempontjából. Az RA-s betegek terhességében emelkedik többek között a regulatórikus T-sejtek száma, melyek csökkenthetik a gyulladásos folyamatokat.
Az RA-s betegek esetén a terhességek többsége komplikáció nélküli és egészséges gyermek jön a világra, azonban összességében az egészséges nőkhöz képest nagyobb arányú náluk a preeklampszia, koraszülés és a kis születési súly. A betegség kezelésében használt gyógyszerek egy része magzatkárosító hatású, ezért ezek alkalmazása esetén megfelelő fogamzásgátlásról is gondoskodnia kell a betegnek. Ilyen gyógyszer például a metotrexát és a leflunomid. Gyermekvállalási szándék esetén a kezelőorvost tájékoztatni kell, mivel a magzatkárosító szereket a terhesség előtt időben le kell cserélni.

## Története

Rubens: A három Grácia. A kép bal oldalán álló nő jobb keze rendellenes tartású, ami az orvosokat a reumatoid artritiszre emlékeztette

A betegség első modern kori leírása  az akkor 28 éves francia Augustin Jacob Landré-Beauvais nevéhez köthető, aki 1800-as doktori disszertációjában egy, az akkoriban már jól ismert köszvénytől eltérő, elsősorban nőkben jelentkező, krónikus és progresszív sokízületi gyulladással járó betegségről számol be, melyre az "aszténiás köszvény" kifejezést használja. A következő nagy előrelépést az angol Alfred Garrod munkássága jelentette, aki kimutatta, hogy a köszvényes betegek vizeletével nagy mennyiségű húgysav ürül, mely azonban nem mutatható ki az egyéb ízületi gyulladással járó betegségekben. Garrod 1859-ben megjelent munkájában a betegségre még "reumás köszvényként" hivatkozott, későbbi, 1876-os könyvében azonban már a ma is ismert "reumatoid artritisz" kifejezést használta. Fia, az ugyancsak orvos Archibald Garrod 1890-ben megjelent Treatise on Rheumatism and Rheumatoid Arthritis című könyvében szintén reumatoid artritiszként hivatkozott a kórképre.

Noha Archibald Garrod a könyvében különböző régészeti leletekre hivatkozva felvetette, hogy a betegség már jóval időszámításunk előtt is létezett, a 20. században a bizonyítékok hiányára alapozva ezt többen is megkérdőjelezték. Az amerikai Charles Short hipotézise szerint például a kórkép a modern idők betegsége. Ennek ellentmond, hogy mind az ókori egyiptomiak, mind a görögök, köztük Hippokratész is beszámol a reumatoid artritiszre hasonlító betegségekről, akárcsak IX. Kónsztantinosz bizánci császár orvosa, mely leírások alapján a betegség feltehetően nem új keletű. A leírásokhoz RA-ra utaló régészeti leletek is kapcsolódnak, melyek ugyancsak megerősítik a betegség ősi fennállását. Ezenkívül számos festményen láthatóak a betegségre utaló ábrázolások. Ezek közül az egyik legismertebb és egyben legvitatottabb Rubens A három Grácia című festménye, melyen az egyik nő kéztartása természetellenes, és meglehetősen hasonlít a reumatoid artritiszben látható deformitáshoz.
Orvostörténeti érdekesség, hogy bár a híres francia impresszionista festő, Renoir életének utolsó szakaszában reumatoid artritiszben szenvedett, a betegség dacára is aktív művész maradt.